# Sklaverei in Deutschland

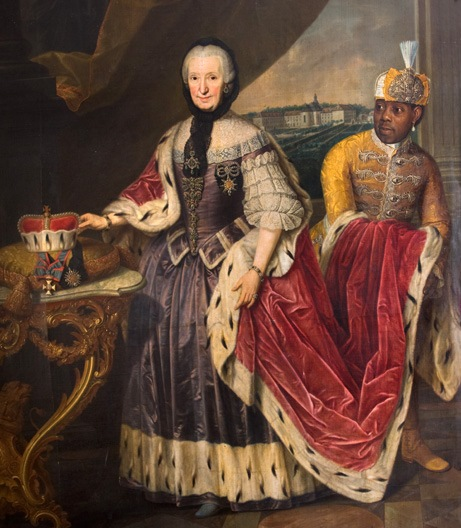
Der als Sklave nach Deutschland gekommene Hofmohr Ignatius Fortuna hinter seiner Herrin, Franziska Christine von Pfalz-Sulzbach (18. Jhd.)

Unter Sklaverei in Deutschland werden verschiedene Phänomene der Verschleppung und Versklavung von Menschen auf deutschem Boden zu unterschiedlichen Zeiten zusammengefasst. Die Existenz von Sklaverei in Deutschland wurde lange bestritten, da es zu keiner Zeit ein positives Sklavenrecht in Deutschland gab. Heute gilt mehreren Wissenschaftlern aber die im Mittelalter und der Frühen Neuzeit weit verbreitete Leibeigenschaft als Form der Sklaverei. Auch gab es auf deutschem Boden Fälle von Sklavenhaltung im Rahmen des atlantischen Sklavenhandels. Das Ausmaß und die Auswirkungen dieser Phänomene wurde an der Universität Bremen im Rahmen eines Forschungsprojektes The Holy Roman Empire of the German Nation and its Slaves mit Förderung des Europäischen Forschungsrates näher erforscht. Ob daneben auch die NS-Zwangsarbeit während der Zeit des Nationalsozialismus als eine Form der Sklaverei angesehen werden kann, ist umstritten.
Zwangsarbeit, Zwangsprostitution und moderne Formen der Schuldknechtschaft werden im 21. Jahrhundert als Straftaten gegen die persönliche Freiheit bestraft (§§ 232 ff. StGB). Sie gehören zu den grenzüberschreitenden Erscheinungsformen der organisierten Kriminalität.

## Geschichte

### Mittelalter
Bereits im 9. Jahrhundert lässt sich ein reger Handel mit slawischen Kriegsgefangenen nachweisen, die an Sklavenhändler im Kalifat von Córdoba verkauft wurden. Nach dem belgischen Historiker Charles Verlinden lag der Handel zumeist in der Hand von jüdischen Kaufleuten: Ludwig der Fromme (813–840) hatte ihnen das Recht auf inländischen Sklavenhandel im Frankenreich eingeräumt. Während der Slawenfeldzüge Heinrichs I. 928/929 wurden die besiegten Männer erschlagen, Frauen und Kinder wurden versklavt. Der übliche Weg, auf dem Sklaven aus dem Osten Deutschlands in den muslimischen Kulturraum exportiert wurden, führte entweder über Venedig und den Seeweg oder auf dem Landweg über Koblenz und Verdun, wo viele von ihnen zu Eunuchen gemacht wurden, und weiter durch Frankreich bis Arles. Der israelische Historiker Michael Toch bestreitet dagegen die These, im mittelalterlichen Sklavenhandel hätten Juden vorgeherrscht. Sie sei zurückzuführen auf antijüdische Polemik, auf die irrige Identifizierung von Sklavenbesitz mit Sklavenhandel und durch die hebräische Sprache, in der Sklaven und Bedienstete mit demselben Wort bezeichnet worden seien. Laut Toch gab es bis zum 10. Jahrhundert keinen professionellen Sklavenhandel in Deutschland, allenfalls den „Erwerb meist slawischer Sklaven als Dienstboten für den Hausgebrauch“.
Im Hochmittelalter spielten Sklavenjagden im Zusammenhang mit der deutschen Ostsiedlung eine Rolle: Gegen heidnische Balten und Slawen wurden regelrechte Razzien unternommen. Zentren des deutschen Sklavenhandels waren Regensburg und Prag. Mit der Christianisierung der slawischen Gebiete und des Baltikums kam der große Menschenfernhandel in Mitteleuropa zu einem Ende.
Mit der Christianisierung Europas ging die Sklaverei im Hochmittelalter zurück, weil es Christen verboten war, andere Christen als Sklaven zu verkaufen oder zu erwerben. Papst Eugen IV. verurteilte mit den Bullen Creator Omnium (1434) und Sicut dudum (1435) die Sklavenjagden.
Das erste Rechtsbuch, in dem Sklaverei und Leibeigenschaft verworfen werden, ist der um 1230 entstandene Sachsenspiegel des Eike von Repgow: „Unfreiheit sei demnach ein Unrecht, welches durch Gewohnheit für Recht gehalten werde. Da der Mensch Gottes Ebenbild sei, gehöre er nur ihm und sonst niemanden.“
Von der Sklaverei unterschieden wird oft die Leibeigenschaft, die in Deutschland bis zur Bauernbefreiung des 18. und 19. Jahrhunderts üblich war. Die Historikerin Renate Blickle siedelt sie in einer „Grauzone zwischen Sklaverei und Freiheit“ an. Leibeigenschaft umfasste eine persönliche Abhängigkeit vom Leibherrn. Hierin unterschied sie sich von der Hörigkeit, die eine dingliche Abhängigkeit vom Grundherrn darstellte, doch wurden die beiden Begriffe nicht immer trennscharf genutzt. Leibeigene lebten auf dem Fronhof ihres Herren und mussten für ihn Zwangsarbeit leisten. Oft bewirtschafteten sie ein eigenes Stück Land, für das sie dem Herrn verschiedene Abgaben zu leisten hatten. Leibeigen wurde man durch Geburt oder Einheirat. Das Kind eines Leibeigenen und eines Freien war immer leibeigen (Prinzip der „ärgeren Hand“). Viele Leibeigene gehörten als Eigenleute zum Gesinde des Herrn. Alle Leibeigenen mussten bei Berufswahl und Eheschließung dessen Genehmigung einholen und durften den Wohnort nicht frei wählen (Schollenbindung). Der Historiker Michael Zeuske sieht keinen Unterschied zwischen Leibeigenschaft und Sklaverei.

### Beteiligung am transatlantischen Sklavenhandel
Deutsche Händler waren bereits in der Frühzeit des atlantischen Sklavenhandels sowohl als Käufer als auch als Verkäufer tätig. Häufig war die Beteiligung der deutschen Händler am Sklavenhandel wenig sichtbar, da die benutzten Schiffe nicht unter deutscher Flagge segelten.
Bereits 1528 verpflichteten sich etwa die Welser 4000 afrikanische Sklaven nach Hispaniola zu liefern und unternahmen in den Folgejahren bis 1536 insgesamt 45 Sklaventransporte. Auch andere bekannte Kaufmannsfamilien aus Deutschland, so etwa die Fugger und die Ehinger waren in den Sklavenhandel involviert. 1682 wurde unter Kurfürst Friedrich Wilhelm in Berlin eine Handelsgesellschaft gegründet, die eine Niederlassung für den Sklavenhandel im heutigen Ghana und auf der Insel St. Thomas hatte. Schätzungen zufolge wurden bis zu 17.000 Afrikaner von dieser Brandenburgisch-Afrikanischen Compagnie (BAC) in die Sklaverei auf den karibischen Inseln verkauft.
Deutsche Kaufleute ließen darüber hinaus Sklaven auf Plantagen im Ausland für sich arbeiten und hielten sich auch Haussklaven in ihren Häusern im europäischen Ausland. In den drei wichtigen Häfen des Kolonialhandels Cádiz, Bordeaux und London lebten von 1660 bis 1830 etwa tausend Großhändler aus Deutschland, die alle direkt oder indirekt in die Plantagenwirtschaft involviert waren. Der Hamburger Großkaufmann Carl von Schimmelmann wurde unter anderem durch den Sklavenhandel zu einer der reichsten Personen Europas.
Nach dem Verbot des Sklavenhandels durch den Wiener Kongress 1815, das von Großbritannien durchgesetzt wurde, brachte die Royal Navy in den 1820er und 1830er wiederholt hamburgische Segler auf, die illegal Sklaven nach Brasilien importieren wollten. Erst 1837 trat Hamburg dem Vertrag zur Abschaffung der Sklaverei bei.

### Im Heiligen Römischen Reich
Auf deutschem Boden selbst wurden auswärtige Menschen in der Zeit des Heiligen Römischen Reiches als Eigentum Deutscher behandelt und verkauft oder verschenkt. Der Wechsel von einem Besitzer zum anderen erfolgte häufig, ohne dass das Wort Sklave beziehungsweise Sklavin offiziell verwendet wurde. Dennoch ist genau diese Behandlung von Menschen als veräußerbarer Besitz das Kernmerkmal der Sklaverei. Während man zeitweise davon ausging, dass es sich bei solchermaßen verschleppten und als Besitz betrachteten Menschen um Einzelfälle vor allem in Hafenstädten oder an Fürstenhöfen handelte, weiß man mittlerweile, dass die Praxis der Sklavenhaltung in ganz Deutschland verbreitet war. Das Veräußern von Sklaven in Deutschland war vermutlich attraktiv, da die Verkaufspreise bis zu dreimal so hoch waren wie bei einem Weiterverkauf in den Kolonien. Man kann davon ausgehen, dass die Verbreitung der illegalen Praxis, Leibeigene auch ohne Grund und Boden zu veräußern, den Verkauf von Sklaven für weite Teile der Gesellschaft akzeptabel erscheinen ließ. Unter den bekannten Haltern von Sklaven in Deutschland ist unter anderem Friedrich Wilhelm I., der aus England „Mohrenknaben“ für seinen Hof bestellte und auch geliefert bekam. Auch die Tatsache, dass deutsche Händler die Praxis der Sklaverei im Ausland als legal und von Gesetzen getragen erlebt hatten, trug sicher zu ihrer Verbreitung auf deutschem Boden bei. So kaufte Carl von Schimmelmann auf den Antillen einen „Negerknaben“ für die Herzogin von Mecklenburg und ließ ihn nach Lübeck übersenden. Dabei handelte es sich um nicht institutionelle Verschleppungen durch Seeleute oder Reeder, die von ihren Reisen einzelne Sklaven mitbrachten. Michael Zeuske spricht in diesem Zusammenhang von einem „Kapitänshandel“.
Immer wieder handelte es sich bei den verschleppten und als Sklaven verkauften Menschen um Kinder, die in sehr jungen Jahren auf den afrikanischen Sklavenmärkten verkauft worden waren und als Geschenk nach Deutschland mitgebracht wurden. Ein bekanntes Beispiel ist hier der im Alter von ca. fünf bis sieben Jahren nach Deutschland verschleppte Ignatius Fortuna, der im Reichsstift Essen als sogenannter Kammermohr der Fürstäbtissin diente. Auch christliche Gruppen, wie etwa die Herrnhuter Brüdergemeine brachten Afrikaner nach Deutschland. Diese galten offiziell als durch die Taufe befreit und einige von ihnen konnten in der deutschen Gesellschaft angesehen hohe Ämter erlangen. Andere hingegen wurden noch immer als rechtmäßiger Besitz von Deutschen angesehen und hatten entsprechend keine Entscheidungsfreiheit, wo und wie sie leben wollten.
Ein weiterer eindeutiger Fall von Sklaverei und Handel mit einem Sklaven im Gebiet des damaligen deutschen Reiches ist durch einen Gerichtsprozess von 1790 belegt, in dem ein gewisser Franz Wilhelm Yonga gegen den Verkauf von einem Herrn zum anderen klagt. Ein Kaufvertrag, der dem Gericht vorgelegt wurde, enthält die Formulierung „Neger-Sklave“ und benennt eindeutig eine Eigentumsübertragung von Franz Christian zu Borries auf den Grafen Leopold zur Lippe. Das Gericht bestätigte amtlich den Sklavenstatus.
Es gibt auch Beispiele dafür, dass die Sklaverei in Deutschland nicht für mit dem Christentum vereinbar angesehen wurde. 1684 etwa wurde ein Moslem aus Nordafrika oder dem Osmanischen Reich, dem man den Namen Rudolf gegeben hatte, auf der Ostermesse von einem Juden an einen anderen verkauft. Dabei floh er in eine Kirche und schrie laut um Hilfe. Herzog Rudolf August von Braunschweig kaufte ihn daraufhin, ließ ihn taufen und nahm ihn unter dem Namen „Rudolf August Mohr“ in seine Dienste. Ab 1783 lebten 28 afrikanischstämmige Menschen als freie Untertanen im Fürstentum Braunschweig-Wolfenbüttel, die von Teilnehmern am amerikanischen Unabhängigkeitskrieg mitgebracht worden waren.

### In Preußen
In Preußen hob das Allgemeine Landrecht von 1794 die Sklaverei grundsätzlich auf. Einzig Ausländer, die sich nur vorübergehend im Land aufhielten, durften mitgebrachte Sklaven behalten. Bei dauerhafter Ansiedlung erlosch ihr Eigentumsrecht an ihnen aber ebenso wie das preußischer Staatsbürger, die im Ausland Sklaven erworben und bei Rückkehr mitgebracht hatten. Dieses Recht versuchte 1854 ein Afrobrasilianer namens Marcellino durchzusetzen, der zwei Jahre zuvor in Rio de Janeiro von einem deutschstämmigen Arzt namens Ritter gekauft und dann zu einem längeren Aufenthalt zunächst nach Dresden, dann nach Berlin mitgenommen wurde. Als Ritter ihn mit zurück nach Brasilien nehmen wollte, klagte Marcellino vor dem Stadtgericht Berlin. Seine Klage wurde in zweiter Instanz abgewiesen, weil sein Eigentümer Brasilianer sei, also Ausländer. Dennoch gelang es Marcellino, in Preußen zu bleiben und bald darauf, ein freier Mann zu werden. 1857 änderte der Preußische Landtag den entsprechenden Paragraphen, in dem es fortan hieß: „Sklaven werden von dem Augenblicke an, wo sie Preußisches Gebiet betreten, frei. Das Eigenthumsrecht des Herrn ist von diesem Zeitpunkte ab erloschen.“

### Im deutschen Kolonialreich
Obwohl der Kampf gegen die Sklaverei ein zentrales Moment in der Rechtfertigung deutschen Kolonialerwerbs darstellte, war sie in den deutschen Kolonien nicht verboten. Ihre eigenen Haussklaven bezeichneten die deutschen Kolonialherren mit Tarnbegriffen wie Hörige; die fortbestehende Sklaverei wurde als „lokale Tradition“ verharmlost. Vor allem in Deutsch-Ostafrika hätte die Abschaffung der Sklaverei die lokale Wirtschaft kollabieren lassen, wo ein Zehntel der Bevölkerung Sklaven waren und es auch blieben. Da die Sklaverei aber als unzivilisiert galt, führten die deutschen Behörden andere Formen der Zwangsarbeit und der personalen Unfreiheit ein.
Zu lokalen Sklavenhändlern wie etwa Tippu-Tip auf Sansibar pflegte die deutsche Kolonialverwaltung freundschaftliche Beziehungen. Wie Paul Kayser, der Leiter der Kolonialabteilung im Auswärtigen Amt 1894 zugeben musste, hatte man an das Königreich Dahomey Waffen geliefert und im Gegenzug dafür Sklaven erhalten, die in der deutschen Kolonie Kamerun zum Einsatz kamen.

### In der Zeit des Nationalsozialismus
In dem Nürnberger Prozess gegen die Hauptkriegsverbrecher der NS-Zeit war die Versklavung von Menschen einer der zentralen Vorwürfe. Unter anderem wurden Fritz Sauckel und Albert Speer dafür verurteilt. Hans Frank hatte bereits 1939 offen davon gesprochen, Menschen aus Polen grundsätzlich als Sklaven einzusetzen. Bereits Ende 1940 waren 1,5 Millionen Kriegsgefangene Polen, Franzosen, Engländer und Holländer zu Zwangsarbeit eingesetzt. Einige NS-Zwangsarbeiter verwenden in ihren Erinnerungen das Wort Sklave als Eigenbezeichnung. Mindestens acht Millionen Menschen waren im Herbst 1944 entweder als Zwangsarbeiter und Zwangsarbeiterinnen oder als Kriegsgefangene in Deutschland zwangsweise zur Arbeit eingesetzt. 2,8 Millionen von ihnen waren Bürger der Sowjetunion.
In den Entschädigungsprozessen der 1990er wurde der Begriff Sklaven spezifisch auf die Untergruppe der KZ-Häftlinge angewendet, die Arbeitseinsätze leisteten. Da das Ziel dabei allerdings nicht in erster Linie die Ausbeutung der Arbeitskraft, sondern letztendlich die Vernichtung der Menschen war, ist die Anwendung des Begriffes hier umstritten. Der Soziologe Wolfgang Sofsky bestreitet zudem, dass man die Zwangsarbeit in den Konzentrationslagern als Sklaverei bezeichnen kann, da sie sich von der Praxis der Sklaverei etwa in den amerikanischen Südstaaten deutlich unterschied: Sie sei dadurch gekennzeichnet, dass die Sklaven Privateigentum der Sklavenhalter waren, einen echten ökonomischen Wert für sie darstellten und es ihnen nicht um Terror ging, sondern um Arbeitsleistung. Dies sei in den KZs anders gewesen. Der Historiker Marc Buggeln argumentiert dagegen, die amerikanische Sklaverei als Lehrbuchfall zu wählen, enge die Komplexität des Phänomens zu weit ein, und spricht sich für weitere globalgeschichtliche Vergleiche aus. Viel spreche dafür, die Zwangsarbeit in den KZs als eine Form der Sklaverei zu bezeichnen.

## Moderne Formen der Sklaverei in Deutschland
Heutzutage nimmt Sklaverei rund um die Welt unterschiedliche Formen an. Während es kein rechtlich anerkanntes Besitzverhältnis von Menschen in Deutschland gibt, leben doch viele Menschen in Deutschland in Situationen der Ausbeutung, die sie aufgrund von massiven Bedrohungen, Gewalt, anderen Arten von Zwang, Täuschung oder Machtmissbrauch nicht verlassen können und die somit mit Sklaverei vergleichbar sind. Im Global Slavery Index wird die Zahl von Menschen, die in solchen Verhältnissen leben müssen, für 2016 auf 167.000 geschätzt. 536 Menschen wurden als Opfer von Menschenhandel von der Polizei identifiziert. Die meisten dieser Opfer waren im Bereich der Ausbeutung durch erzwungene sexuelle Dienstleistungen. Darunter waren auch 96 minderjährige Opfer. Zudem war der Bereich der Arbeitsausbeutung nennenswert, dort vor allem die Baubranche und das Gastgewerbe, sowie die Arbeit in privaten Haushalten. Darüber hinaus werden auch Zwangsehen als eine Form moderner Sklaverei angesehen. Es gibt in diesem Bereich keine gesicherten Zahlen, aber man kann von mindestens 50 bis 60 Fällen pro Jahr in Deutschland ausgehen.
Das Verhalten von Menschen in Deutschland trägt nach Ansicht von Dietmar Roller von der International Justice Mission Deutschland in der Gegenwart dazu bei, sklavereiähnliche Zustände in anderen Ländern aufrechtzuerhalten. Das reicht von Konsumverhalten, das die Ausbeutung von Nahrungsmittelproduzenten in Zwangsarbeit stillschweigend duldet oder sogar voraussetzt, bis hin zu gezielter sexueller Ausbeutung über das Internet.